# Віана-де-Сега
Віана-де-Сега (ісп. Viana de Cega) — муніципалітет в Іспанії, у складі автономної спільноти Кастилія-і-Леон, у провінції Вальядолід. Населення — 1962 особи (2010).
Муніципалітет розташований на відстані близько 150 км на північний захід від Мадрида, 13 км на південь від Вальядоліда.

## Демографія
Динаміка населення (INE ):